# Zulage für Fallschirmspringer

Sprungdienst

Die Zulage für Fallschirmspringer, auch Fallschirmspringerzulage, Springerzulage, Fallschirmjäger-Sprungzulage oder Sprungzulage ist eine Sondervergütung für den Dienst in der Luftlande- bzw. Fallschirmjägertruppe der Bundeswehr oder bei Verwendung in Funktionen, die zur Erhaltung der Sprungtauglichkeit durch jährliche Pflichtsprünge verpflichtet sind (z. B. Kampfschwimmer, Fernspäher, sonstige Spezialkräfte usw.).
Voraussetzung ist der erfolgreich absolvierte Fallschirmpringerlehrgang (Fallschirmsprungausbildung).
Gesetzliche Grundlage ist der § 23h EZulV,

## Zulagenhöhe
Zur Zeit beträgt die Höhe monatlich 161,06 €.

## Gesetzesgrundlage

### Zulage für Fallschirmspringer § 23h EZulV
(1) "Beamte und Soldaten, die nach erfolgreich abgeschlossener Fallschirmsprungausbildung mit der Erlaubnis zum Fallschirmspringen in einem Verband, einer Einheit oder Dienststelle, deren Ausbildungs- oder Einsatzauftrag das Fallschirmspringen einschließt, als Fallschirmspringer oder Ausbilder für den Fallschirmsprungdienst verwendet werden, erhalten eine Zulage (Fallschirmspringerzulage). Die Fallschirmspringerzulage erhalten auch Beamte und Soldaten während der Ausbildung oder der Nachschulung zum Fallschirmsprungdienst.
(2) Die Zulage erhalten auch Soldaten, die nicht als Fallschirmspringer oder Ausbilder für den Fallschirmsprungdienst verwendet werden, jedoch über eine Erlaubnis im Sinne des Absatzes 1 Satz 1 verfügen und zum Üben im Fallschirmspringen verpflichtet sind.
(3) Die Erlaubnis zum Fallschirmspringen setzt den Besitz des Fallschirmspringerscheines mit Beiblatt oder der Ersatzerlaubnis voraus. Zusätzlich kann eine Berechtigung erteilt werden.
(4) Die Höhe der Zulage beträgt 161,06 Euro monatlich, für Soldaten im Sinne des Absatzes 2 beträgt sie 48,31 Euro monatlich.
(5) Die Fallschirmspringerzulage wird neben
1.   der Zulage für Beamte als Verdeckte Ermittler nach § 22 und der Kampfschwimmerzulage nach § 23e Absatz 1 in Höhe von 53,68 Euro monatlich,
2.   der Zulage für Polizeivollzugsbeamte für besondere polizeiliche Einsätze nach § 22 und der Zulage für Spezialkräfte der Bundeswehr nach § 23m in Höhe von 89,47 Euro monatlich,
3.   der Bergführerzulage nach § 23l Abs. 1 in Höhe von 134,22 Euro monatlich
gewährt. Sie wird nicht neben der Minentaucherzulage nach § 23e Absatz 2 gewährt."

## Geschichte

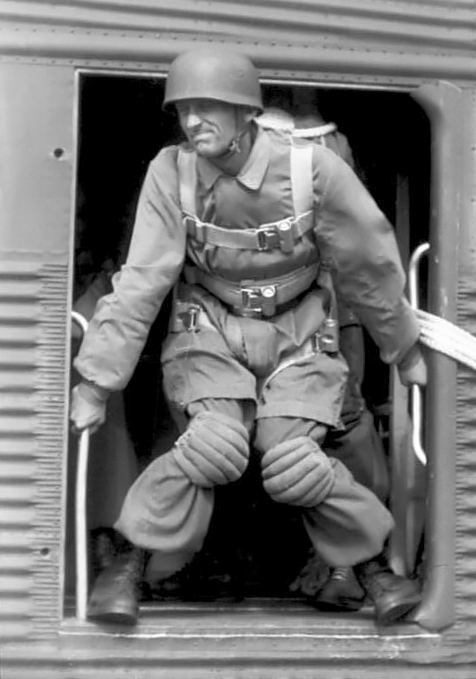
Fallschirmjäger der Luftwaffe 1939

Die Springerzulage wurde bereits bei der Fallschirmjägertruppe der Luftwaffe der Wehrmacht eingeführt. Die Zulage betrug 1938–45 durchschnittlich 80 Reichsmark und war für alle Dienstgrade gleich. Für Mannschaftsdienstgrade bedeutete das fast eine Verdoppelung des Wehrsolds.
Des Weiteren gab es auch nichtmonetäre Zulagen in Form z. B. der doppelten Verpflegung oder sonstiger Sonderzuteilungen (Zigaretten, Alkohol, Süßigkeiten usw.).
Diese Tatsache sorgte, neben politischer Motivation, sicher in nicht zu unterschätzendem Maße für die hohe Anzahl der freiwilligen Meldungen (Voraussetzung zum Dienst bei den Fallschirmjäger-Einheiten) zu dieser verlustreichen Truppe.